# Троны России

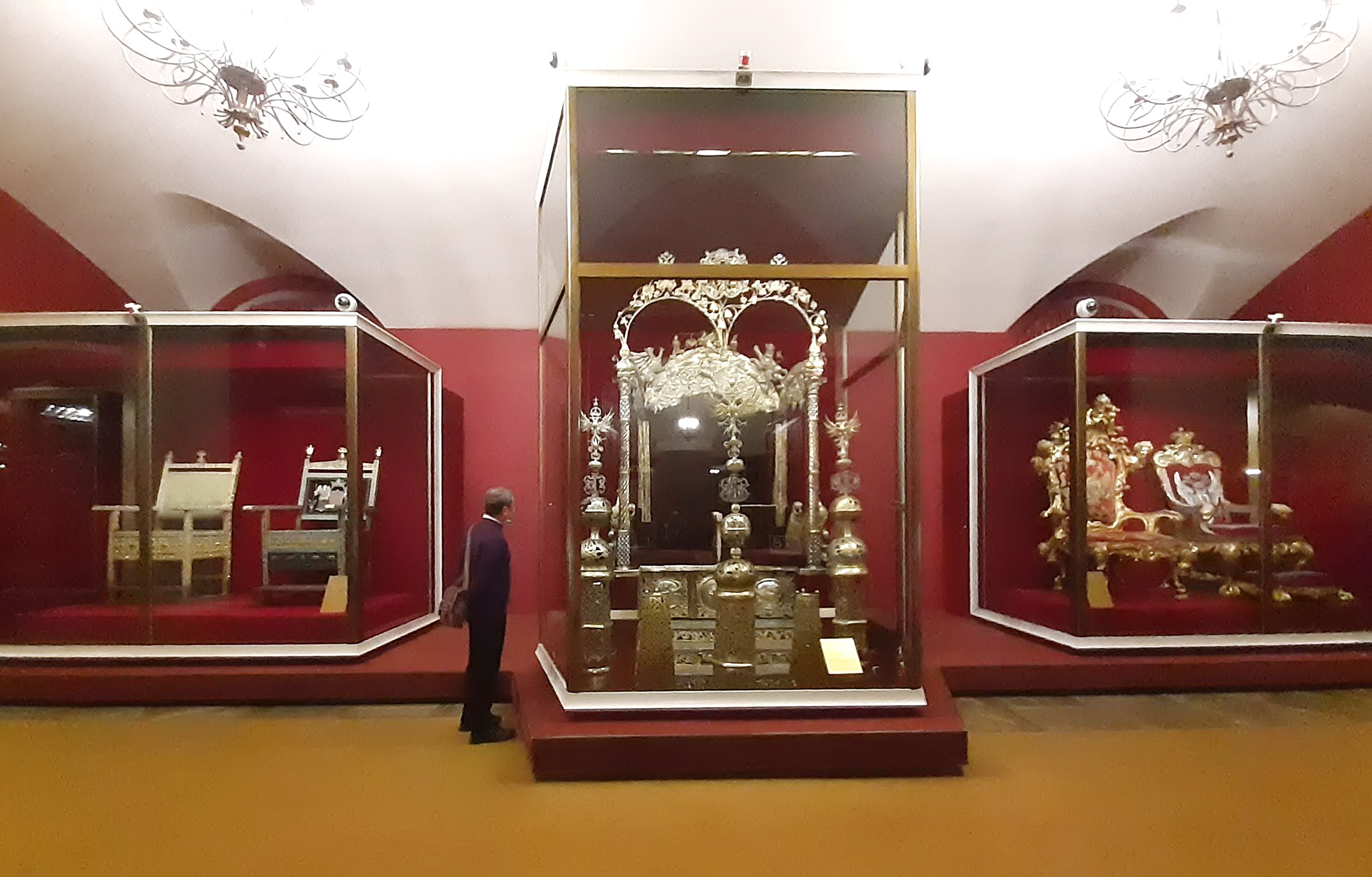

Троны русских царей и российских императоров входят в число регалий России.

## История
Тронное место неизвестно в Москве во времена монголо-татарского ига и феодальной раздробленности. Появление данного атрибута монаршей власти относится лишь к временам централизации бывших самостоятельных земель в пределах Великого княжества Московского и становления единоличной власти.
Описаний тронов великих князей Руси практически не сохранилось. Известно, что скульптуры лебедей были использованы в качестве боковых сторон трона Симеона Гордого (XIV век), одного из самых ранних известных парадных кресел русских князей.
Одно из первых свидетельств об облике русских царских тронов есть в описании путешествия Ганса Георга Паэрле, который писал, что Лжедмитрий I во время официальных приемов сидел «на высоких креслах из чистого серебра с позолотою, под балдахином; двуглавый орел с распущенными крыльями, вылитый из чистого золота, украшал сей балдахин; под оным внутри было Распятие, также золотое, с огромным восточным топазом, а над креслами находилась икона Богоматери, осыпанная драгоценными каменьями. Все украшения трона были из литого золота; к нему вели три ступени; вокруг его лежали четыре льва серебряные, до половины вызолоченные, а по обеим сторонам, на высоких серебряных ножках, стояли два грифона, из коих один держал государственное яблоко, а другой обнаженный меч». Описание царского трона есть и у Адама Олеария, побывавшего в Москве в 1634 году при Михаиле Федоровиче, также он упоминает, что новый трон, на который отпущено 800 серебра, заказан русским и немецким мастерам. Известно, что во дворце Алексея Михайловича в Коломенском стояло изготовленное в 1673 году тронное кресло. Оно было изготовлено часовым мастером Оружейной палаты Петром Высотцким, которое входило в композицию с механическими фигурами — львами.
Троны входили в число царских регалий, они хранились в Оружейной палате - "первые, вторые и третьи алмазные кресла".

## Список сохранившихся

### Троны русских царей
| Илл. | Название                                         | Дата                          | Местонахождение                                       | Описание |
| ---- | ------------------------------------------------ | ----------------------------- | ----------------------------------------------------- | --- |
|      | Мономахов трон                                   |                               | Успенский собор Московского Кремля (инв. ДК-1871/1-5) | Царское место в храме. Изготовлен для Ивана Грозного. |
|      | Т.н. Трон Бориса Годунова (Золотой царский трон) | XVI — начало XVII вв., Персия | Оружейная палата (инв. Р-28)                          | Трон восточной работы. Преподнесен персидским шахом Аббасом I Борису Годунову в 1604 году. Трон имеет типично восточную форму с низкой спинкой и подлокотниками. В отделке трона использованы излюбленные на Востоке приемы: золотое басменное теснение, голубая бирюза и красные турмалины. Спинка сиденья, подлокотники и весь трон снизу обиты золотым иранским бархатом. В 1742 году, при подготовке к коронации, ветхий бархат был заменен на новый французский. |
|      | Трон Лжедмитрия I                                |                               | Не сохранился                                         | Георг Паэрле оставил описание трона Лжедмитрия: высокое кресло под балдахином, под балдахином двуглавый орёл, вылитый из чистого золота, под орлом золотое распятие с огромным топазом, над креслом — икона Богоматери, украшенная драгоценными камнями. К трону вели три ступени, перед троном лежали четыре серебряных льва, до половины вызолоченных. По сторонам от трона на высоких серебряных ножках стояли два грифона, один грифон держал державу (яблоко), а второй — меч. Поляк Немоевский весьма точно определил идею, воплощенную в новых символах власти: «В целом этот трон — подобие Соломонова трона, как его описывают в Библии». Кресло было сделано из серебра с позолотой. Над балдахином высился золотой орел с распростертыми крыльями. Два серебряных льва с позолотой, служившие опорой для колонн, держали в лапах подсвечники. (На ступеньках трона Соломона стояло 12 пар львов.) Перекрытие балдахина поддерживали грифоны. Внутри балдахина висели Распятие и икона Божьей Матери. К трону вели несколько ступенек, застланных парчой. По оценке ювелиров, трон стоил не менее 50 000 рублей. |
|      | Т. н. Костяной трон Ивана Грозного               | 1654-1667                     | Оружейная палата (инв. Р-27)                          | Ивану Грозному не принадлежал, возможно, сделан для Марины Мнишек. Трон выполнен в форме стула и украшен пластинами слоновой и моржовой кости с резьбой на мифологические, геральдические, бытовые сюжеты. Особо выделяются пластины с картинами из жизни библейского царя Давида, глубоко почитавшегося на Руси. |
|      | Т.н. Трон Михаила Федоровича                     | 1-я треть XVII века, Иран     | Оружейная палата (инв. Р-29)                          | Трон был изготовлен в начале XVII столетия в кремлевских производственных мастерских. В его декоративном оформлении есть сходство с троном Бориса Годунова. Он также украшен золотыми тиснеными полосами и крупными неограненными самоцветами, среди которых выделяется бирюза. На его украшение пошло тринадцать килограммов золота, и также рубины, хризолиты, топазы и жемчуг. Возможно, при создании трона были использованы орнаментальные детали каких-то иранских вещей, находившихся в казне. Трон имеет форму стула с подлокотниками и высокой спинкой, как трон Ивана Грозного. Декоративное убранство трона не сохранилось в целости, до наших дней не дошли часть золотых пластин в основании, не сохранилось также и подножие трона. |
|      | Трон Алексея Михайловича (Трон Алмазный)         | 1650-e гг. (1659), Иран       | Оружейная палата (инв. Р-30)                          | Трон был выполнен иранскими мастерами в 1659 году и подарен царю купцом Захарием Сарадаровым от армянской торговой компании в Иране. Остов трона выполнен из сандалового дерева. Облицовка - золотые и серебряные пластины, украшенные причудливыми орнаментами, бирюзой и алмазами. За преобладание этих драгоценных камней в отделке (их более 800) трон назван "Алмазным". На спинке трона в обнизанном жемчугом картуше, который поддерживают два гения, вышита надпись: "Могущественному и непобедимейшему Московии императору Алексею на земле благополучно царствующему сей трон, великая искусством сделанный, да будет предзнаменованием грядущего в небесах вечного блаженства. Лета Христова 1659". |
|      | Двойной трон (Трон серебряный)                   | 1682-1683 гг.                 | Оружейная палата (инв. Р-31/1-4)                      | Изготовлен к двойному правлению Ивана V и Петра I.Серебряный, позолоченный трон изготовлен в кремлевских производственных мастерских в 80-х годах XVII века для двух братьев - соправителей Ивана и Петра Алексеевичей. Трон двойной, своей конструкцией вызывает ассоциации с архитектурным сооружением. |

### Императорские тронные кресла
В каталогах музеев относительно тронов Нового времени употребляется в основном термин «тронное кресло». В Российской империи, в особенности в XIX веке, было изготовлено очень большое количество тронных кресел, поскольку существовала традиция иметь данную мебель для каждого из обитаемых дворцов, а также некоторых учреждений. Также существовала традиция «подарочных» кресел, изготавливавшихся в различных губерниях в качестве презента высочайшему лицу или по случаю его визита. После революции многие из тронных кресел были перераспределены по новым локациям.
| Илл. | Название | Дата | Местонахождение                                                                          | Описание |
| ---- | --- | --- | ---------------------------------------------------------------------------------------- | --- |
| фото | Адмиралтейское кресло Петра I | Начало XVIII века                                                                                                | Центральный Военно-морской музей, Зала Славы русского флота (КП-31611; инв. № 30 БТ-294) | Выполнено из дуба в стиле раннего барокко. Ранее экспонировалось в Летнем дворце Петра I. |
| фото | Трон "морской" императрицы Екатерины I (также известен как "морской" трон Екатерины II).                                                          | Первая четверть XVIII века.                                                                                      | Центральный Военно-морской музей (КП-31610; инв №30 БТ-293)                              | На спинке рядом с двуглавым российским орлом — силуэт корабля, перо руля и стилизованный якорь. Ручки поддерживаются резными двухвостыми мелюзинами. Стиль имеет черты английского барокко (стиль королевы Анны). До 1867 года он хранился в Николаевском порту, затем передан в Морской музей. Позже показывался в Летнем дворце Петра в Летнем саду как трон Екатерины Первой. Видимо, использовался и Екатериной II. В 1954 году передан из Петергофа в Военно-морской музей.                                                                 |
|      | Тронное кресло императора Петра II из Пантелеймоновской церкви Большого Ораниенбаумского дворца                                                   | 1720-е (1727) | Тронный зал, Большой Петергофский дворец, ГМЗ «Петергоф» (инв. ПДМП 360-мб)              | Первоначально было установлено А. Меншиковым для императора Петра II в своей резиденции Ораниенбаум. В середине XIX века новая владелица усадьбы Елена Павловна привела ее в порядок, трон был отремонтирован. При эвакуации во время ВОВ оказалось в Академии Художеств, в 1967 году передан в Петергоф. Две скамейки для ног к тронному креслу императора Петра II изготовлены в Ораниенбауме в сер. XIX века, вероятно, к ремонту 1855 года.                                                                                                  |
|      | Большой императорский трон(Тронное кресло императрицы Анны Иоанновны из Зимнего дворца)                                                           | 1731—1732, Лондон, мастер Николас Клаузен                                                                        | Георгиевский зал (Большой тронный зал), ГЭ (инв. Э-7162)                                 | Создан в Лондоне по заказу императрицы Анны Иоанновны. Долгое время считалось, что трон был заказан для Петра I в 1713 году. Скамейка для ног к трону (аналогично). |
|      | Курульное кресло императрицы Елизаветы Петровны                                                                                                   | Мышегская фабрика тульских купцов Масаловых, 1744                                                                | ГИМ, (инв. 16140щ ДII-1450)                                                              | |
|      | Кресло тронное | Россия (?), середина 18 века                                                                                     | Музеи Московского Кремля (инв. Р-34)                                                     | Принадлежало императрице Елизавете Петровне. Стиль рококо, вензель в виде буквы «Е» на спинке кресла. |
| фото | Тронное кресло Екатерины II с подножной скамьей                                                                                                   | 1760-е | ГМЗ «Петергоф» (инв. ОДМП 60-мб)                                                         | Подножная скамья — 2012 год, реконструкция |
| фото | Юношеский трон наследника цесаревича Александра Павловича                                                                                         | ок. 1797 |                                                                                          | Александр пользовался им в 1797—1799 годы |
|      | Трон Павла I | 1797, Христиан Мейер                                                                                             | Петровский (Малый тронный) зал Зимнего дворца, ГЭ (инв. ЭРМб-110/1)                      | Копия трона 1731 года.При императоре Павле по его приказу Большой императорский трон 1731 года был повторен, в связи с намерением императора перестроить тронные залы своих дворцов. Вышивка на спинке этого трона отличается от оригинала в Георгиевском зале. 6 копий изготовил придворный мастер Христиан Мейер, из них, по некоторым сведениям, сохранилось 4 экземпляра, самым известным из которых является эрмитажный. |
|      | Кресло тронное императора Павла I, из комплекта мебели Верхней тронной Павла I                                                                    | 1797-1798, Бренна Винченцо (?) (автор проекта)                                                                   | Гатчинский дворец, Верхняя Тронная комната ГМЗ «Гатчина» (инв. ГДМ-1-V)                  | Копия трона 1731 года.Резная золоченая рама спинки по центру в картуше украшена вензелем «ПI». Рисунок на спинке отличается, это — аппликация, изображающая герб Российской империи с Георгием Победоносцем и мальтийским крестом. |
|      | Императорский трон (Финляндия) | 1797 | Национальный музей Финляндии, Хельсинки                                                  | Копия трона 1731 года.Финляндский трон был перевезён из Петербурга в феврале 1809 года и установлен в Кафедральном соборе Порвоо |
|      | Тронное кресло императора Павла I | Россия, 1799—1801                                                                                                | Оружейная палата, ММК (инв. Р-36)                                                        | Копия трона 1731 года.На груди двуглавого орла вместо традиционного изображения Георгия Победоносца изображен мальтийский крест. |
|      | Трон Павла I | | Михайловский замок, ГРМ                                                                  | |
|      | Тронное кресло и подножная скамеечка Павла I | 1797, Бренна Винченцо (автор проекта), Мейер Христиан (мастерская) (?)                                           | Павловский дворец, хоры церкви (инв. ЦX-348-V)                                           | До начала Великой Отечественной войны в Павловском дворце находились два кресла, выполненные по рисунку В. Бренны для Малых Тронных залов. Кресло Павла I и две подножные скамеечки эвакуировали в город Сарапул, после их вернули в Павловск. Кресло Марии Федоровны было утрачено, однако в 1976 г. из фондов Оружейной палаты поступили два тронных её кресла. Первоначально одно из них входило в убранство Михайловского замка, другое находилось в одном из петербургских дворцов. Одно из кресел императрицы выставляется также на хорах. |
|      | Тронное кресло и подножная скамеечка Марии Федоровны                                                                                              | | Павловский дворец, хоры церкви                                                           | До начала Великой Отечественной войны в Павловском дворце находились два кресла, выполненные по рисунку В. Бренны для Малых Тронных залов. Кресло Павла I и две подножные скамеечки эвакуировали в город Сарапул, после их вернули в Павловск. Кресло Марии Федоровны было утрачено, однако в 1976 г. из фондов Оружейной палаты поступили два тронных её кресла. Первоначально одно из них входило в убранство Михайловского замка, другое находилось в одном из петербургских дворцов. Одно из кресел императрицы выставляется также на хорах. |
|      | Золоченое кресло гроссмейстера Мальтийского ордена                                                                                                | 1798-1800 годы, проект Джакомо Кваренги, резчик Телесфоро Бонавери                                               | Зимний дворец, ГЭ                                                                        | Подлокотники выполнены в виде орлов. Изготовлен для Мальтийской капеллы Воронцовского дворца. Комплекс предметов убранства Мальтийской Тронной залы поступил в ГЭ в 1946 году. |
| фото | Кресло тронное Александра I | Россия, 1-я четверть XIX века                                                                                    | ГИМ (инв. Д-II-1625)                                                                     | С вензелем AI на бархатной спинке кресла. Изображения орлов на подлокотниках, античных антропоморфных масок по углам рамы сиденья, кистей и ветвей лавра, украшающие спинку и царгу. Неизвестно, для какого здания предназначалось. |
|      | Тронное кресло | 1810-е годы , Огюст Монферран (?)                                                                                | Музей Отечественной войны 1812 года, ГИМ (инв. Д-II-1502)                                | Предположительно, сделан по заказу московских властей для Александра I. Подарок должны были вручить во время его визита в столицу в 1817 году, когда в Москве проходили торжества по случаю 5-летней годовщины избавления от наполеоновских захватчиков. Трон призван был стать символическим напоминанием о великой победе России, а также о возрождении практически уничтоженной древнейшей русской столицы. Передан Историческому музею в 1912 году.                                                                                          |
| фото | Кресло тронное императора Николая I, из коллекция тронных кресел Музеев Московского Кремля                                                        | 1826 | Гатчинский дворец, ГМЗ «Гатчина» (инв. ГДМ-51-V)                                         | Кресло на четырёх фигурных ножках в виде орлиных лап, опирающихся на полусферы. Спинка в виде прямоугольной плоской доски, в центре которой — мягкая овальная съемная подушка с вензелем «НI» |
| фото | Кресло тронное | 1834, мастерская В. Бабкова по рисунку А. Штауберта                                                              | ГИМ (инв. Д-II-804)                                                                      | Подлокотники в виде голов грифонов. Вместе с парным троном (утрачен в годы ВОВ) происходит из царскосельского собрания. Предназначались для разных помещений Сената. |
|      | Кресло тронное императора Николая I из Грановитой палаты Московского Кремля                                                                       | 1845-1848, Россия, Москва                                                                                        | Петергофский дворец, ГМЗ «Петергоф» (инв. ПДМП 994-мб)                                   | С вензелем НI на спинке |
| фото | Тронные кресла Николая I и Александры Федоровны для польской коронации в Варшаве                                                                  | |                                                                                          | |
|      | Кресло тронное императора Николая I из Грановитой палаты Московского Кремля                                                                       | 1845-1848 | Гатчинский дворец, ГМЗ «Гатчина» (инв. ПДМП 994-мб)                                      | |
| фото | Кресло тронное императора Николая I | 1847-1849, Тон К. А. (проект)                                                                                    | ГМЗ «Петергоф» (инв. ПДМП 1718-мб)                                                       | С вензелем «НI» |
| фото | Кресло тронное из Екатерининского зала Большого Кремлёвского дворца                                                                               | 1847-1848; вышивка, шнур, бахрома: 1882 вышивка: по рисунку Фадеева А. А., по проекту архитектора Тона К. А. (?) | ГМЗ «Петергоф» (инв. ПДМП 995-мб)                                                        | С вензелем «М». |
| фото | Кресло тронное императора Александра II, из коллекция тронных кресел Музеев Московского Кремля                                                    | 1856 | Гатчинский дворец, ГМЗ «Гатчина» (инв. ГДМ-49-V)                                         | По центру вставки спинки вышит вензель «А II» под императорской короной, вокруг которого Андреевская цепь с орденом св. Андрея Первозванного. |
|      | Коронационный трон Александра III c монограммой (Кресло тронное императора Александра III, из коллекция тронных кресел Музеев Московского Кремля) | 1857, 1883, Кёне Борис Васильевич (автор проекта)                                                                | Гатчинский дворец, ГМЗ «Гатчина» (инв. ГДМ-53-V)                                         | Первоначально, в 1856 году это кресло было установлено в Андреевском зале Московского Кремля после коронации Александра II. Позже, для следующей коронации, оно было исправлено и вновь вызолочено московским купцом Соколовым, он же изготовил парное кресло для императрицы Марии Федоровны. Вензель «AIII». |
| фото | Тронное кресло императора Николая II из Грановитой палаты Московского Кремля                                                                      | 1883, 1896, Кёне Борис Васильевич (автор проекта)                                                                | Гатчинский дворец, ГМЗ «Гатчина», (инв. ГДМ-58-V)                                        | Изготолвено в 1883 году к коронации Александра III. За образец взяты тронные кресла Александра II и Марии Александровны, но размер кресла намного больше. По центру спинки — вышитый вензель «НII», вокруг которого в технике вышивки и аппликации — Андреевская цепь с орденом Св. апостола Андрея Первозванного. |
| фото | Тронное кресло императрицы Марии Федоровны из Грановитой палаты Московского Кремля                                                                | 1856, 1883, 1896 Кёне Борис Васильевич (автор проекта)                                                           | Гатчинский дворец (инв. ГДМ-52-V)                                                        | Парное предыдущему. По центру спинки — вышитый вензель «М» под императорской короной. |
| фото | Тронное кресло цесаревича Николая Александровича                                                                                                  | 1890-е годы |                                                                                          | Кресло было выполнено для цесаревича Николая Александровича по случаю его пребывания в Красноярске во время путешествия на Дальний Восток 1890—1891 гг. Согласно надписям, его заказали на московской мебельной фабрике Ф. К. Обермейта. |
|      | Тронное кресло. | последняя четверть 19 века                                                                                       | ГИМ (инв. Д-II-577)                                                                      | |
|      | Три тронных кресла для коронационных торжеств Николая II                                                                                          | 1896 | Большой Кремлёвский дворец                                                               | Для императора, его супруги и матери. На церемонии коронации Николай II использовал трон Михаила Федоровича. |
| фото | Тронное кресло императора Николая II из Андреевского зала Большого Кремлёвского дворца                                                            | 1896, Комаровский Алексей Егорович                                                                               | Гатчинский дворец, ГМЗ «Гатчина»                                                         | Три кресла, подражающие русским царским образцам, были выполнены к коронации Николая II. |
| фото | Кресло тронное Александры Федоровны, из коллекция тронных кресел Музеев Московского Кремля                                                        | 1896, Комаровский Алексей Егорович                                                                               | Гатчинский дворец, ГМЗ «Гатчина» (инв. ГДМ-56-V)                                         | На спинке аппликация с вышивкой: орденская цепь с орденом св. Андрея Первозванного и вензель «А» в центре. |
| фото | Кресло тронное императрицы Марии Федоровны, из коллекция тронных кресел Музеев Московского Кремля                                                 | 1896, Комаровский Алексей Егорович                                                                               | Гатчинский дворец, ГМЗ «Гатчина» (инв. ГДМ-54-V)                                         | На спинке аппликация с вышивкой: орденская цепь с орденом св. Андрея Первозванного и вензель «М» в центре. |
|      | Тронное кресло | Конец XIX в. | Российский национальный музей музыки (инв. ГНС бв-45)                                    | |
| фото | Тронное кресло императора Николая II | 1913 |                                                                                          | Создано по случаю приезда царской семьи в 1913 году в Кострому, также были сделаны кресла для императрицы Александры Фёдоровны и цесаревича Алексея Николаевича |
| фото | Трон наследника-цесаревича Алексея Николаевича | |                                                                                          | В стиле историзм |

### Иные царства в составе Российской империи
| Илл. | Название                                  | Дата                                                          | Местонахождение                                                                  | Описание |
| ---- | ----------------------------------------- | ------------------------------------------------------------- | -------------------------------------------------------------------------------- | --- |
|      | Трон Станислава Августа, короля польского |                                                               | Не сохранился                                                                    | Находился в собрании Кремля. Возвращен советскими властями в Польшу, погиб во Второй мировой войне |
|      | Хивинский трон                            |                                                               | Оружейная палата                                                                 | Хивинский трон был захвачен в качестве трофея при взятии Хивы войсками под командованием К. П. Кауфмана в 1873 г. и уже в следующем году поступил в Оружейную палату. Изготовлен из дерева, покрыт листовым серебром, украшенным узорами. На задней части спинки — плитка в виде ромба, где по-арабски написано «Изготовлено со стороны Юсуфа Мухаммеда, покорного раба Аллаха, во время властвования Мухаммед Рахима Хорезмшаха в вилаяте Хивак». Дата изготовления хиджры 1231 (1816) года, указана на троне (на деревянной ножке трона написана ещё одна дата, соответствующая 1811 году). |
|      | Грузинский трон                           |                                                               |                                                                                  | |
| фото | Тронное кресло (калмыцкое)                | Около 1908 г., Российская империя, работа китайских мастеров? | Омский областной музей изобразительных искусств имени М. А. Врубеля (инв. П 802) | Тронное кресло чёрного дерева с локотниками в виде фигур слонов с золоченой серебряной чеканной бляхой наверху спинки. Оббито тисненым бархатом зелёного цвета. Верх кресла — полукруглый. Подножие четырёхугольное с тремя маленькими приступками и изображениями львов по их сторонам. На обратной стороне спинки кресла на прямоугольной серебряной дощечке выгравировано: «Поднесено её Императорскому Величеству Государыне Императрице Александре Федоровне депутацией от калмыцкого народа Донской области во главе с Бакшою Донских калмыков 25 ноября 1908 г. в Царском Селе». Клейма: (2) ЯФ и пробы (2): 84, кокошник, Донской пробирный округ, пробирер Федор Коновалов. Вместе с этим троном делегация подарила ещё один, который предназначался для Николая II. Его местонахождение неизвестно. |

## Комментарии
1. ↑  Низвергнутые троны… С. 13.
2. ↑  Низвергнутые троны… С. 9-11.
3. ↑  Низвергнутые троны… С. 11.
4. ↑  Низвергнутые троны… С. 12.
5. ↑  Низвергнутые троны... С. 14.
6. 1 2 3 4  Низвергнутые троны... С. 122.
7. ↑  Предметы быта и подарки. navalmuseum.ru. Дата обращения: 21 октября 2021. Архивировано 21 октября 2021 года.
8. 1 2  Низвергнутые троны... С. 130
9. ↑  Завершена реставрация трона российских императоров. РИА Новости (19 февраля 2003). Дата обращения: 19 октября 2021. Архивировано 19 октября 2021 года.
10. ↑  Низвергнутые троны... С. 142.
11. ↑  Где должно стоять тронное кресло Александра I? — Блог Исторического музея. Дата обращения: 20 октября 2021. Архивировано 20 октября 2021 года.
12. ↑  Трон «неразгаданного сфинкса» — Блог Исторического музея. Дата обращения: 20 октября 2021. Архивировано 20 октября 2021 года.
13. ↑  Загадку трона императрицы Александры Федоровны разгадывают хранители Омского музея. omskgazeta.ru. Дата обращения: 20 октября 2021. Архивировано 20 октября 2021 года.